# The Ascension (album Glenna Branki)
The Ascension to drugi album amerykańskiego muzyka no wave Glenna Branki, wydany w 1981 roku. Płyta składa się z rozbudowanych kompozycji na orkiestrę złożoną z gitar, basu i perkusji. Przy powstaniu albumu pomagali późniejsi członkowie Sonic Youth.

## Lista utworów
Wszystkie utwory autorstwa Branki, wyjątki w nawiasach.
1. "Lesson No.2" – 4:59 (Glenn Branca, Jeffrey Glenn, Stephan Wischerth)
2. "The Spectacular Commodity”– 12:41
3. "Structure" – 3:00
4. "Light Field (In Consonance)" – 8:17
5. "The Ascension" – 13:10

## Personel
- Glenn Branca - gitara
- Ned Sublette - gitara
- David Rosenbloom - gitara
- Lee Ranaldo - gitara
- Jeffrey Glenn - bas
- Stephan Wischerth - perkusja
- Ed Bahlman - producent
- James Farber – inżynier dźwięku i miksowania
- Howie Weinberg – główny inżynier